# 2023年平陽殺人案
2023年平陽殺人案是2023年1月19日發生於中华人民共和国浙江省温州市平阳县的兇殺案。凶手楊功訊持刀、駕車攻擊社區幹部等相关人员，致6死1伤。2024年2月3日，楊功訊被判死刑。16名涉事官員、干部亦被追责、问责。

## 起因與經過
凶手楊功訊居中華人民共和國浙江省溫州市平陽縣水頭鎮鶴溪社區。早在2018年，楊功訊被社區幹部等相關人員侵佔土地、剋扣補償。楊功訊多次上訪，逾2年，未果，被精神病，監禁3年。其父亦被捕入獄，導致殘疾，於楊功訊被監禁期間死亡。
2023年1月19日7时50分至8时20分许，杨功迅以砍刀劈砍，復持刀劫取一輛轿车，撞击社區幹部等相关人员，致6死1伤，投案自首。

## 調查與審判
2024年2月3日，温州市中级人民法院以故意杀人、抢劫罪名，判决杨功迅死刑。新华社宣稱，在審判、處死楊功訊同時，溫州市、平陽縣二級纪检监察机关已对16名涉事官員、干部追责、问责。

## 評價
案發後，中國国家一级学会中國行為法學會在其網站上發表評論，稱中國「有69.151万个行政村，261.7万个自然村」，交通、資訊不便，類似凶手楊功訊遭受的不公、「‘吃拿卡要、不办实事、专坑老百姓’的村干部」，「或许不在少数」。同時，對於楊功訊逾2年上訪無門的經歷，評論承認中國上訪困難的現狀，解釋稱，中國早在2014年5月1日公布相关条例，禁止跨级上访。